# Proszek do pieczenia

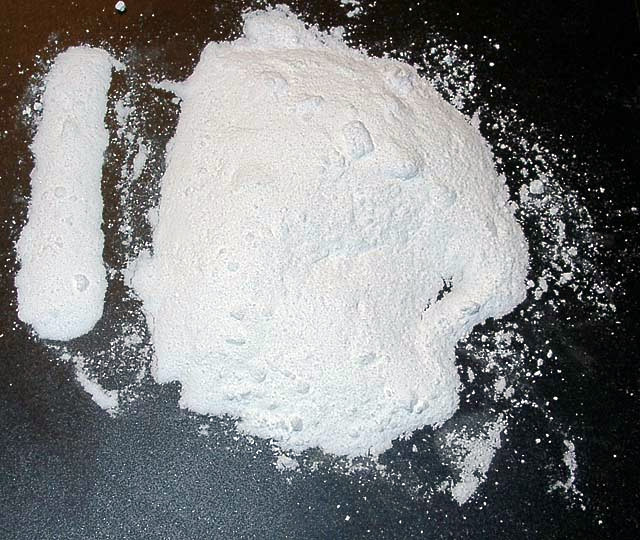
Proszek do pieczenia

Proszek do pieczenia – sypka mieszanina zawierająca związek chemiczny rozkładający się w podwyższonej temperaturze z wydzieleniem produktów gazowych. Jego podstawowym zadaniem jest spulchnianie produktów piekarniczych (ciasta itp.).

## Historia
Proszek do pieczenia został wynaleziony przez Ebena Nortona Horsforda (byłego studenta J. Liebiga), wspieranego przez bońskiego aptekarza i przedsiębiorcę Ludwiga Clamor Marquarta, założyciela firmy Skład przyborów chemicznych Marquarta (dziś: C. Gerhardt). Horsford eksperymentował od roku 1856, najpierw z wodorofosforanem wapnia i wodorowęglanem sodu (sodą oczyszczoną). Natomiast Marquart rozpoczął jako pierwszy produkcję proszku do pieczenia w swoim własnym zakładzie na skalę przemysłową. Niemiecki aptekarz, August Oetker, założyciel firmy Dr. Oetker zaś jako pierwszy wpadł na pomysł rozprowadzania torebek proszku do pieczenia z ilością potrzebną do wypieku ciasta z jednego funta mąki.

## Działanie
Proszki do pieczenia są mieszaninami, które są trwałe w warunkach przechowywania (temperatura pokojowa, brak wilgoci), a w warunkach przygotowywania ciasta lub pieczenia ulegają rozkładowi z wytworzeniem znacznej objętości gazów, które przekształcają ciasto w rodzaj piany.

### Wodorowęglan sodu
Często stosowanym składnikiem proszku do pieczenia jest wodorowęglan sodu (NaHCO3), który w temperaturze powyżej 60 °C ulega dość szybkiemu rozkładowi z wydzieleniem dwutlenku węgla:
- 2 NaHCO3 → Na2CO3 + H2O + CO2↑

Proszek oparty na samym wodorowęglanie sodu, ze względu na zasadowe właściwości zarówno wyjściowego wodorowęglanu, jak i powstającego węglanu sodu, nadaje produktom finalnym nieprzyjemny posmak ługu. Z tego powodu miesza się wodorowęglan sodu ze słabymi kwasami lub solami o lekko kwaśnym odczynie, nazywanymi regulatorami kwasowości. Mieszanie z kwasami dodatkowo przyspiesza wydzielanie się dwutlenku węgla dzięki reakcji:
- NaHCO3 + HX → NaX + H2O + CO2↑

gdzie X to reszta kwasowa.
Najczęściej stosowanymi regulatorami kwasowości w proszkach do pieczenia są:
- mleczan sodu (sól kwasu mlekowego)
- wodorowinian potasu (sól kwasu winowego)
- kwaśny pirofosforan sodu, Na2H2P2O7 (sól kwasu pirofosforowego)

Sam wodorowęglan sodu ma własności higroskopijne i ma tendencję do zbrylania się przy dłuższym przechowywaniu. Z tego powodu do proszku dodaje się skrobię lub mąkę ziemniaczaną, które spowalniają ten proces. Często stosowana jest także skrobia kukurydziana. Skrobia stanowi „wypełniacz” rozdzielający poszczególne składniki proszku do pieczenia, przez co zapobiega ich zlepianiu i zbrylaniu. Dodatek skrobi powoduje rozwinięcie powierzchni kryształków proszku i ułatwia wymieszanie proszku ze składnikami ciasta.
W przemyśle zamiast drogich, gotowych proszków do pieczenia stosuje się często mieszaninę wodorowęglanu sodu z kwaśnym mlekiem lub maślanką, które przygotowuje się bezpośrednio przed użyciem. Obecny w tych przetworach mleka kwas mlekowy reaguje z wodorowęglanem sodu z wydzieleniem CO2, a powstający mleczan sodu pełni rolę regulatora kwasowości.

### Wodorowęglan amonu
Innym rodzajem proszku do pieczenia jest zwany potocznie w kuchni amoniak, czyli wodorowęglan amonu. W temperaturze 60 °C rozpada się na wyłącznie lotne substancje, dwutlenek węgla, wodę i amoniak:
NH4HCO3 → NH3↑ + H2O + CO2↑
Stosowany m.in. do wypieku tzw. „ciasteczek amoniaczków”.